# Gates of the Arctic
Gates of the Arctic nationalpark ligger i delstaten Alaska i USA. Området sträcker sig över Yukon-Koyukuk Census Area, North Slope Borough och Northwest Arctic Borough. Till denna nationalpark går inga vägar. De flesta besökare tar sig till närmsta by med flygplan och vandrar därifrån.